# Supercoupe des îles Féroé de football
La Supercoupe des îles Féroé (Stórsteypadysturin en féroïen) est une compétition de football opposant le champion et le vainqueur de la coupe des îles Féroé de la saison précédente.
Elle se dispute à Tórshavn au stade Tórsvøllur.

## Histoire
Ce trophée est créé en 2007 et est organisé par la Fédération des îles Féroé en partenariat avec le Lions Club des îles Féroé qui bénéficie sous forme de don de l'intégralité des revenus engendré par le trophée.
| \| EBS (3) B36 (1) HB (4) KÍ (3) NSÍ (1) VÍK (5) \| Localisation des clubs avec le nombre de titres. |
| EBS (3) B36 (1) HB (4) KÍ (3) NSÍ (1) VÍK (5)                                                        |

## Palmarès

### Finales
| Année | Vainqueur     | Score              | Finaliste     |
| ----- | ------------- | ------------------ | ------------- |
| 2007  | B36 Tórshavn  | 1 - 1 ap 5 - 3 tab | HB Tórshavn   |
| 2008  | NSÍ Runavík   | 4 - 0              | EB/Streymur   |
| 2009  | HB Tórshavn   | 3 - 1              | EB/Streymur   |
| 2010  | HB Tórshavn   | 2 - 1              | Víkingur Gøta |
| 2011  | EB/Streymur   | 2 - 0              | HB Tórshavn   |
| 2012  | EB/Streymur   | 2 - 1              | B36 Tórshavn  |
| 2013  | EB/Streymur   | 1 - 0              | Víkingur Gøta |
| 2014  | Víkingur Gøta | 2 - 1              | HB Tórshavn   |
| 2015  | Víkingur Gøta | 3 - 3 ap 5 - 3 tab | B36 Tórshavn  |
| 2016  | Víkingur Gøta | 1 - 0              | B36 Tórshavn  |
| 2017  | Víkingur Gøta | 2 - 1              | KÍ Klaksvík   |
| 2018  | Víkingur Gøta | 1 - 1 ap 3 - 2 tab | NSI Runavik   |
| 2019  | HB Tórshavn   | 1 - 0              | B36 Tórshavn  |
| 2020  | KÍ Klaksvík   | 1 - 1 ap 5 - 4 tab | HB Tórshavn   |
| 2021  | HB Tórshavn   | 3 - 1              | NSÍ Runavík   |
| 2022  | KÍ Klaksvík   | 3 - 1              | B36 Tórshavn  |
| 2023  | KÍ Klaksvík   | 0 - 0 ap 6 - 5 tab | Víkingur Gøta |
| 2024  | HB Tórshavn   | 3 - 2              | KÍ Klaksvík   |
| 2025  | HB Tórshavn   | 2 - 0              | Víkingur Gøta |

### Titres par clubs
| Club          | Finales gagnées | Finales perdues | Années des titres                  |
| ------------- | --------------- | --------------- | ---------------------------------- |
| HB Tórshavn   | 6               | 4               | 2009, 2010, 2019, 2021, 2024, 2025 |
| Víkingur Gøta | 5               | 4               | 2014, 2015, 2016, 2017, 2018       |
| EB/Streymur   | 3               | 2               | 2011, 2012, 2013                   |
| KÍ Klaksvík   | 3               | 2               | 2020, 2022, 2023                   |
| B36 Tórshavn  | 1               | 5               | 2007                               |
| NSÍ Runavík   | 1               | 2               | 2008                               |

## Statistiques
- Plus grand nombre de victoires pour un club : 5 Víkingur Gøta
- Plus grand nombre de participation pour un club : 8 HB Tórshavn
- Plus grand nombre de défaites en finale pour un club : 5 B36 Tórshavn
- Plus grand nombre de victoires consécutives pour un club : 5 Víkingur Gøta de 2014 à 2018
- Plus grand nombre de finales consécutives pour un club : 6 Víkingur Gøta de 2013 à 2018

## Source
- Résultats sur RSSSF